# Donax (Marantaceae)
Donax é um género botânico pertencente à família Marantaceae.

## gallery

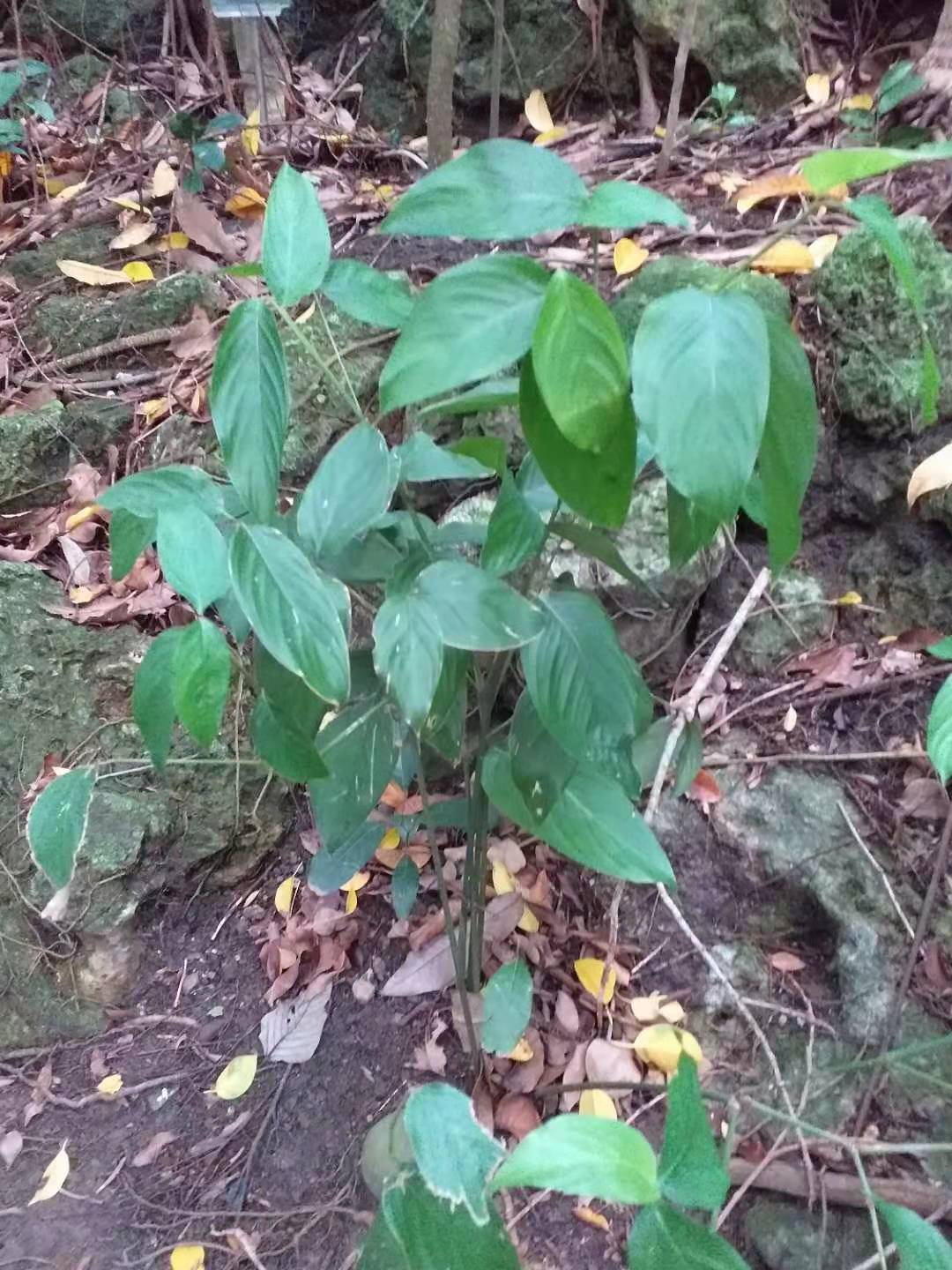
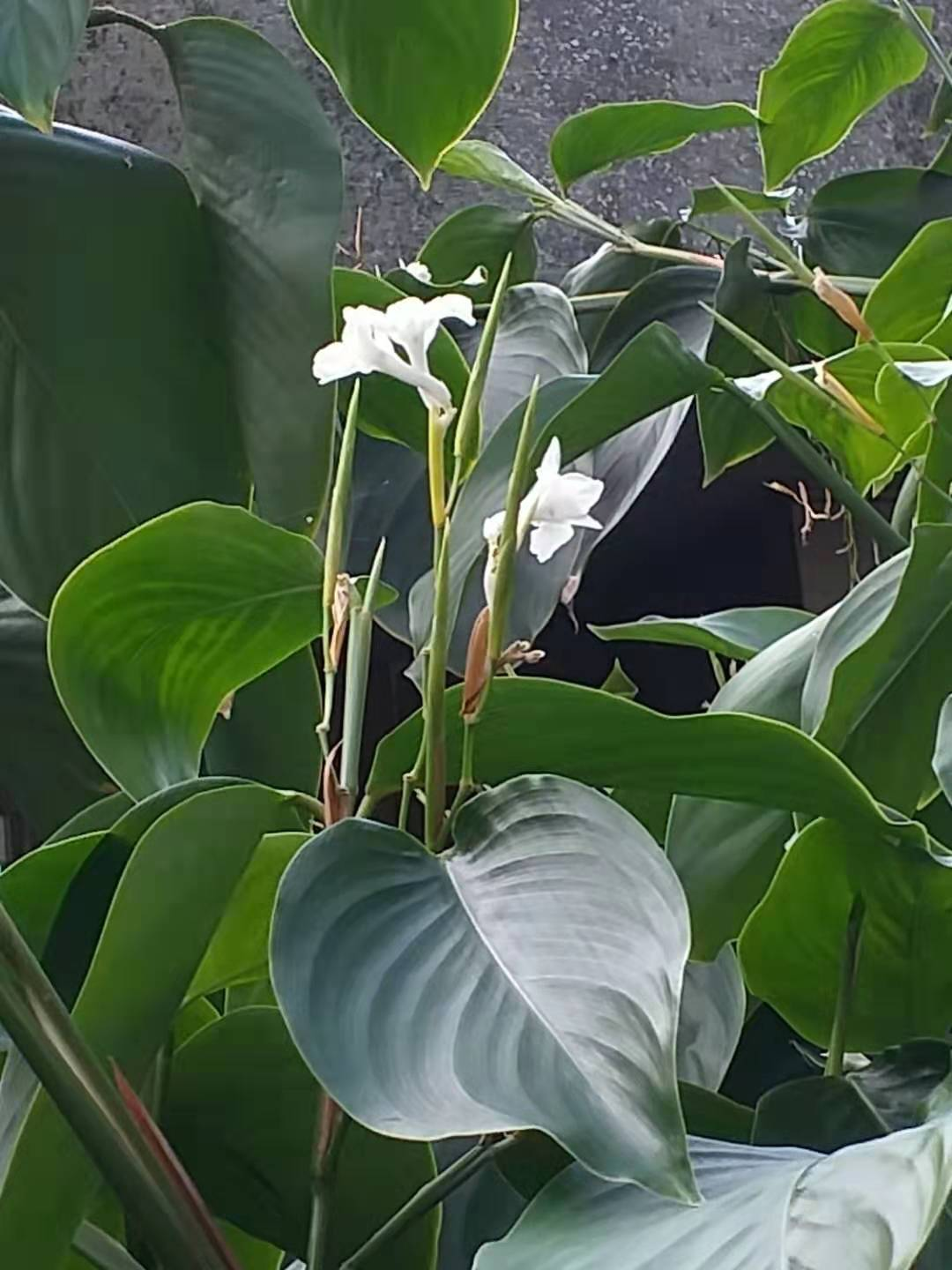
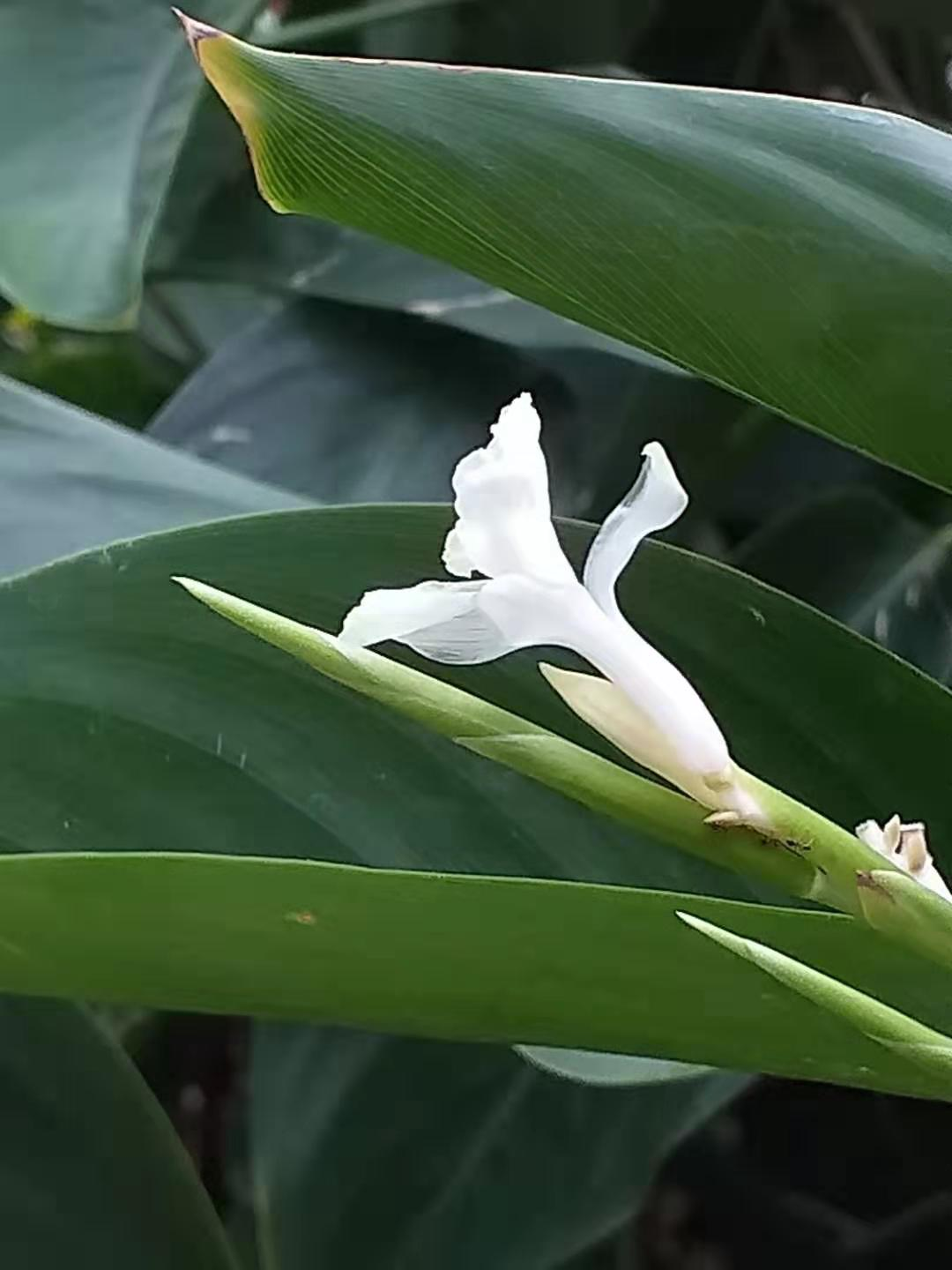
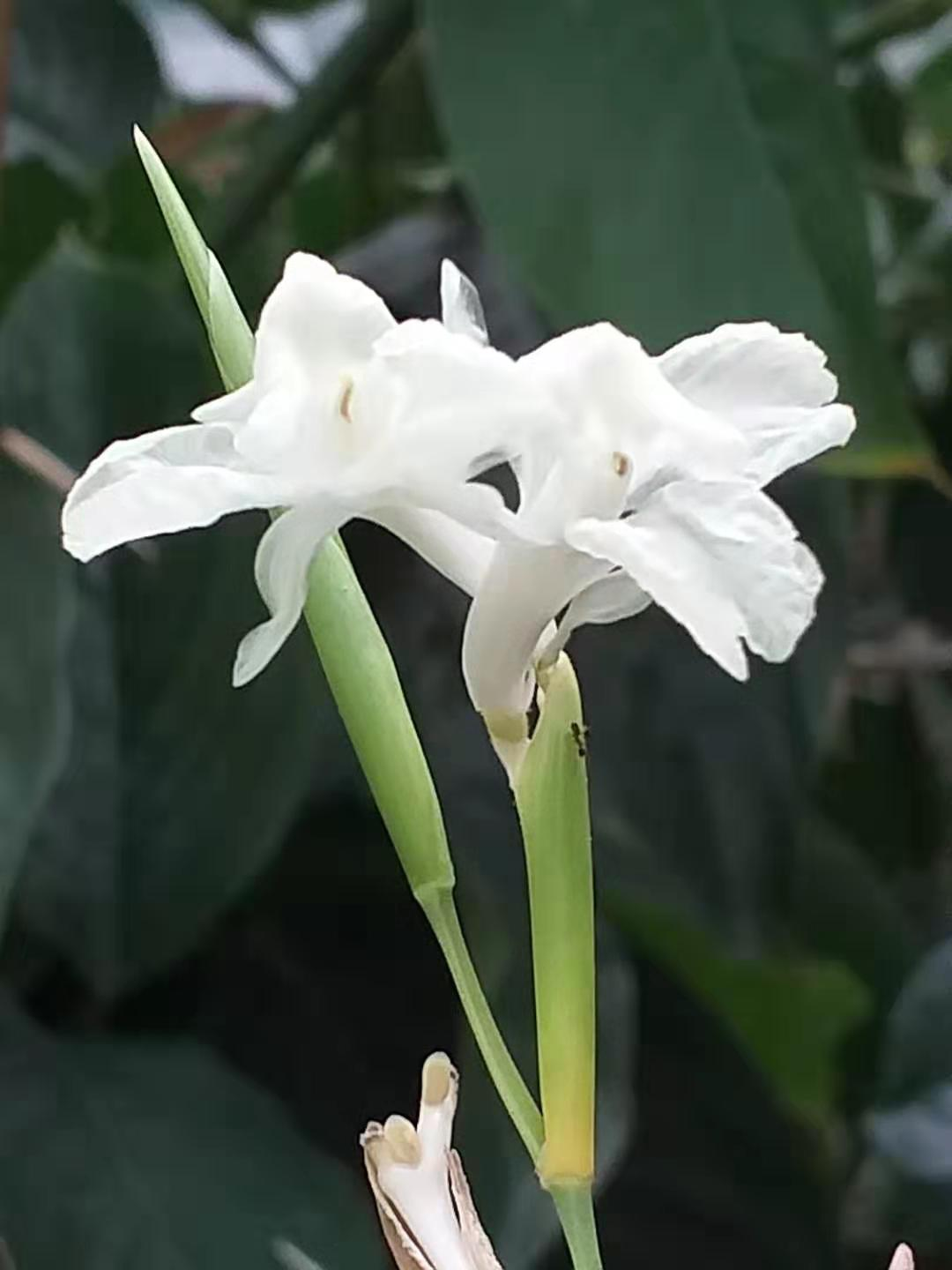